# Пастра
Пастра (болг. Пастра) — село в Болгарии. Находится в Кюстендилской области, входит в общину Рила. Население составляет 267 человек.

## Политическая ситуация
В местном кметстве Пастра, в состав которого входит Пастра, должность кмета (старосты) исполняет Иван Прокопиев Йорданов (независимый) по результатам выборов правления кметства.
Кмет (мэр) общины Рила — Георги Давидков Кабзималски (независимый) по результатам выборов в правление общины.